# José Luis Pécker
José Luis Pécker Alberca (Madrid, España; 30 de agosto de 1927-Ib.; 20 de diciembre de 2007) fue un periodista español. Era padre de los también periodistas Carlos y Beatriz Pécker y sobrino de la escritora y guionista radiofónica Luisa Alberca.

## Biografía
Hijo de Luis Pécker del Agua y de Ramona Alberca Lorente. Tuvo dos hermanas, María Luisa y María del Carmen.
Simultaneando sus estudios de Derecho, comenzó su carrera como locutor de radio en Radio Madrid (que más tarde sería Cadena SER), y a lo largo de los años 50, su voz se hizo popular desde las ondas de la Cadena SER, donde colaboraba, entre otros muchos espacios, en los concursos Un millón con casa y coche, Manos arriba, Medio millón Gallina Blanca, Rompa su disco o en Cabalgata fin de semana, el programa de Bobby Deglané, al que luego sustituyó en 1954. 
En 1955, obtiene su primer Premio Ondas al Mejor Locutor con tan solo 28 años de edad por Cabalgata fin de semana. Ese mismo año consigue su segundo Premio Ondas al Mejor Programa por Jaque a la Orquesta.
En 1958 gana de nuevo el Premio Ondas al Mejor Locutor por Cabalgata fin de semana. A partir de entonces llegó a participar en un mínimo de siete programas.
Poco después de que Televisión Española iniciase sus emisiones, se incorporó también al Ente Público, de, en el que, a lo largo de los años, se dedicó a la presentación, sobre todo, de concursos como De 500 a 500 000 (1962-1963) con Carmina Alonso e Isabel Bauzá, Las diez de últimas (1969), Cambie su suerte (1974) o sobre todo Un millón para el mejor, al frente del cual relevó, en 1969, a Joaquín Prat.
En 1969 colaboró con Andrés Pajares en el lanzamiento de la canción humorística Un sillón para el peor.
En 1982 se doctora para la licenciatura en Ciencias de la Información en la Facultad de Ciencias de la Información (Universidad Complutense de Madrid).
Su despido por parte de la Cadena SER le afectó profundamente. Su última actividad profesional la desarrolló en Antena 3 Radio, emisora a la que se incorporó en 1986 y en la que presentó diversos programas, como Viva la Gente o Lo mejor de la semana.
Falleció el 20 de diciembre de 2007 a los 80 años de edad.

## Otras profesiones

##### Actor de doblaje[6]
Participó doblando a multitud de personajes desde 1950 con Un rayo de luz, hasta 1970 en las que dobló películas como El padre Manolo, París, siempre París, Limpiabotas, Correo Diplomático, Trieste, Bill, ¡Qué grande eres! o Entre dos juramentos, etc.

##### Actor circense[6]
Su relación con el circo incluyó desde entrevistas subido en un trapecio (a Pinito del Oro) a la participación en festivales vestido de payaso con el Circo Price, entre otros.
En 1967 recibió la insignia de oro y brillantes del Club de Payasos Martínez Españoles.

##### Torero[6]
Fue el protagonista de muchos festivales taurinos con fines benéficos tanto para terceros como para la Cadena SER.

## Premios[6]
- 1955: Premio Ondas - Nacionales de Radio - Mejor locutor por su labor en Radio Madrid.
- 1955: Premio Ondas - Mejor Programa, Jaque a la Orquesta, presentado junto a Luisa Fernanda Martí.
- 1956: Premio África de Periodismo.
- 1958: Premio Ondas - Nacionales de Radio - Mejor Locutor por su labor en la Cadena SER.
- 1962: Premio Nacional de Radio.
- 1964: Premio XXV Años de Paz por el programa La historia contada por sus protagonistas.
- 1969: Premio Nacional de Radio y Televisión por los programas culturales y educativos para emisoras de radio junto a Joaquín Peláez.
- 1972: Premio Ondas - Nacionales de Radio al mejor programa recreativo por Gente Importante.
- 1983: Premio Nacional de Turismo Vega-Inclán por sus guiones.

## Homenajes
- El 31 de marzo de 2022 se celebró un homenaje a José Luis Pécker[8] organizado por Carlos y Beatriz Pécker en el que participaron como intervinientes destacadas figuras de la radio y la televisión: Luis del Olmo, Mari Carmen Pécker, Carmen Pérez de Lama, Alicia López Budia, Miguel Ángel Nieto, Fernando García de la Vega, Cristina Pécker, Ana Pécker y David Pécker.

- El 6 de julio de 2023 se celebró un homenaje a José Luis Pécker en la Tertulia El Rastro en el Restaurante La Carpa de Madrid por la Alegre Cofradía del Entierro de la Sardina y el Club de los Payasos.

- Los Ayuntamientos de Madrid y de Ponferrada le tienen dedicadas sendas calles de José Luis Pécker.